# 希望 (100sの曲)
「希望」（きぼう）は100sの3rdシングルである。2007年2月14日発売。

## 解説
FIVE D plus移籍第1弾の作品。「希望」は、江崎グリコ「ポッキー」のCMソングに起用された。

## 収録曲
1. 希望 (4:33)
2. シンガロング（LIVE） (4:08)

作詞・作曲：中村一義　編曲：100s